# Бърлога
Бърлога се нарича естественото жилище на мечката и жилищата на други хищни бозайници като вълци и лисици. Думата има старобългарски произход – „бьрлогъ“ означава скривалище, легловище.

## Устройство
Бърлогата може да представлява специално изкопана в земята дупка, естествено образувана дупка в корените на дърветата, пещера или друго естествено образувано закрито и уединено място. Тя може да се намира далеко от лятното местообитание на мечката в случай, че животното прецени, че мястото е безопасно. Възможно е на малък участък да се намират няколко бърлоги, но след презимуването мечките отново се разпръсват далеко една от друга. За разлика от мъжките самките изграждат по-често и по-добре защитени бърлоги.
Отвътре бърлогата е застлана с трева, мъх, листа, малки клончета подобно на гнездо. През зимата в бърлогите температурата е по-висока. Тук мечките спят зимен сън, а женските също раждат и отглеждат в първите месеци своите малки.

## Друго значение
В преносен смисъл думата бърлога се използва за обозначаване на неугледно, неподредено жилище или квартира.